# Démembrement (droit)
Pour les articles homonymes, voir Démembrement.
Le démembrement est la séparation, en droit civil, des prérogatives de la propriété (usus, fructus et abusus) d'un bien entre plusieurs personnes.
Le bien peut être meuble ou immeuble et les personnes physiques ou morales.
- L'usus correspond au droit d'usage du bien.
- Le fructus au droit de tirer des revenus du bien (c'est-à-dire un profit).
- L'abusus au droit de disposer du bien, c'est-à-dire de le vendre, de le donner ou d'en modifier la nature.

## Origine
Largement inspirées du droit romain, ces notions ont été diffusées par le Code Civil français de 1804 imposé au gré des guerres napoléoniennes et des conquêtes coloniales puis conservées par ces pays ou simplement en inspirant d'autres pays dans la rédaction de leur code.
Par rapport au droit romain le droit civil définit l'usufruit (usus et fructus) et de fait le reste : la nue-propriété (abusus).

## Principe
Lorsqu'il y a démembrement de propriété, c'est le droit de propriété qui est séparé. Ainsi, l'investisseur qui achète le bien est appelé "nu-propriétaire". Il possède le bien sans avoir l'usage du bien (abusus). Il bénéficie, en contrepartie, de nombreux avantages fiscaux et patrimoniaux durant cette période d'investissement locatif. À l'inverse, c'est le bailleur social, appelé usufruitier, qui utilise et perçoit les loyers.
Pendant une durée temporaire, de 15 à 20 ans, l'usufruitier peut louer les logements à des locataires. À noter que les logements financés avec ce modèle d'investissement sont des logements sociaux principalement.

## Droit québécois
En droit québécois, les démembrements du droit de propriété sont énoncés à l'article 1119 du Code civil du Québec : 
« L’usufruit, l’usage, la servitude et l’emphytéose sont des démembrements du droit de propriété et constituent des droits réels».
Il est pertinent de faire la distinction conceptuelle entre les démembrements du droit de propriété de l'art. 1119 C.c.Q. et les prérogatives du droit de propriété (usus, fructus, abusus, accessio) énoncés aux articles 947 et 948 C.c.Q.,

« 947. La propriété est le droit d’user, de jouir et de disposer librement et complètement d’un bien, sous réserve des limites et des conditions d’exercice fixées par la loi.
Elle est susceptible de modalités et de démembrements. »

« 948. La propriété d’un bien donne droit à ce qu’il produit et à ce qui s’y unit, de façon naturelle ou artificielle, dès l’union. Ce droit se nomme droit d’accession. »

## Valeur
La valeur de l'usufruit dépend de l'âge de l'usufruitier:
- 90 % jusqu'à 20 ans ;
- 80 % jusqu'à 30 ans ;
- 70 % jusqu'à 40 ans ;
- 60 % jusqu'à 50 ans ;
- 50 % jusqu'à 60 ans ;
- 60 % jusqu'à 70 ans ;
- 70 % jusqu'à 80 ans ;
- 80 % jusqu'à 90 ans ;
- 90 % au delà.

## Avantage fiscal
De nombreux pays ont modifié les lois de succession pour éliminer l'avantage fiscal du démembrement, comme les lois anti-abus en Belgique. Aux Pays-Bas, le démembrement n'est pas pris en compte lors de la succession.
En revanche, en France, cet avantage fiscal perdure et permet notamment de réduire les frais de succession. Le démembrement peut être mis en place dès l'achat du bien immobilier : l'achat est dit en démembrement au lieu de l'indivision classique. Généralement, les parents achètent l'usufruit et les enfants la nue-propriété. Cette solution peut aussi s'appliquer aux parts des SCI et SARL familiales.
Il est aussi possible de procéder au démembrement par la donation de la nue-propriété à ses enfants. En France, chaque parent peut donner 100 000 € à chaque enfant tous les 15 ans sans payer de droits de donation. Deux parents peuvent ainsi donner une nue-propriété estimée à 600 000 € à leurs trois enfants, sans aucun droit de donation.
Au décès des parents, la valeur de l'usufruit s’éteint et le nu-propriétaire devient plein propriétaire, sans droits de succession.
Exemple : deux parents, la quarantaine, achètent un bien pour 1 million d'euros et font donation de la nue-propriété (40% = 400 000 €) à leurs deux enfants sans payer de droits de donation. À leur décès, les enfants (nue-propriétaires) héritent de la pleine propriété automatiquement, sans payer de droits de succession.